# عنترة بن شداد (مسلسل)
مسلسل عنترة هو مسلسل تاريخي سوري أنتج عام 2007، يروي قصة عنترة بن شداد، تمثيل فيصل العميري، سلوم حداد ، سلاف فواخرجي، قاسم ملحو، رضوان عقيلي، ووائل شرف، كفاح الخوص، كندة حنا، وبشراكة العديد من نجوم الوطن العربى كالنجم المصري أحمد راتب والمغربي محمد مفتاح وعدد من الممثلين السوريين والعرب، ومن إخراج رامي حنا.

## البطولة
- فيصل عميري في دور عنترة بن شداد.
- قاسم ملحو في دور زهير بن جذيمة العبسي.
- محمد حداقي في دور شيبوب.
- ناديا عودة في دور زبيبة.
- لورا أبو أسعد في دور تماضر بنت الزبير.
- سهيل حداد في دور شداد العبسي.
- كندة حنا في دور عبلة.

بقية الممثلين
- كفاح الخوص في دور قيس.
- يوسف المقبل في دور مالك بن قراد.
- رضوان عقيلي في دور الربيع بن زياد.
- عامر علي في دور ابن عامر.
- سعد لوستان في دور شاس.
- ميسون أبو أسعد في دور لبابة.
- مروان أبو شاهين في دور مالك بن زهير.
- سهيل جباعي في دور الشنفرى.

ولأول مرة
- مهيار خضور في دور عروة بن الورد.
- نجوى علوان في دور زينب.
- وائل شرف في دور حذيفة بن بدر.
- فادي صبيح في دور عمارة بن زياد.
- منذر أبو راس في دور خالد بن سنان.
- عتاب نعيم في دور سمية.

ضيوف الشرف
- سلاف فواخرجي في دور الرباب.
- أحمد راتب في دور الزبير.
- محمد مفتاح في دور جذيمة.
- زيناتي قدسية في دور المنذر ابن ماء السماء.
- جواد الشكرجي في دور أبو جبير.
- خضر بيضون في دور أبو ريان.
- وفاء موصللي في دور الشيماء.
- سلوم حداد في دور الليث الرهيص.

حسام الشاه - أسامة حلال - سامر الجندي - زهير درويش - خالد القيش - سليمان أسعد - محمد العمر - أحمد منصور - رائد مشرف - نضير لكود - ياسين عدس - جهاد عبيد - هنود خربطلي - وسيم قزق - فادي حموي - مجدي المقبل - نعمان حاج بكري - فؤاد الوكيل - شهناز سليم - فؤاد سرور - خلدون قاروط - فواز الجدوع - محمود عبد العزيز - أميره حذيفي - جهينة نعيم - رانيا الخطيب - حسنة أبو الزير - فلك منصور - عبد المجيد الشاهر - جمال منير - طارق زعيتر.
والأطفال
رعد العاصي - شيماء العمير - جمعة النجر - نواف العنسي.